# Samarra (indumentària)

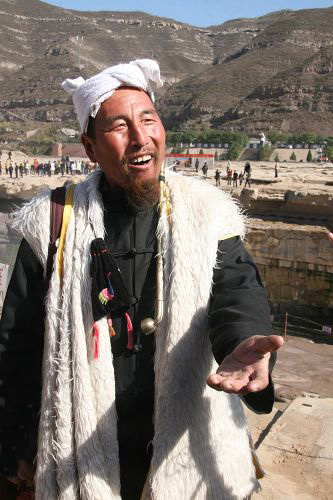
Samarra.

La samarra o el gec de pastor, és una peça de roba d'abrigar feta de pell amb la seva llana o pèl, normalment de carner o xai, utilitzada per protegir-se del clima fred o de la pluja.
En algunes regions d'Espanya s'acostuma a usar com ara sinònim de samarreta o jaqueta.

## Característiques
Tradicionalment acostumava a usar-se sense mànigues, encara que avui en dia es poden trobar amb elles, tant llargues com curtes; és oberta per davant i es tanca mitjançant botons, cremallera o qualsevol altre sistema similar.

## Ús
De temps ancestral usada per pastors i llauradors per protegir-se del fred, avui en dia també s'usa com a complement estètic. Una peça similar s'utilitza a Alentejo al sud de Portugal, nomenada també Samarra, es fa de llana amb un coll pelut i de color normalment foscs.

## Tipus
Aquesta peça de roba es pot classificar segons: 
- el tall: si és de màniga llarga, de màniga curta, sense mànigues
- la composició: si està feta de llana, pell, polièster, acrílic, etc.